# نیکون اف۲
نیکون اف۲ (به انگلیسی: Nikon F2) یک دوربین عکاسی تک‌لنزی بازتابی ساخت شرکت نیکون است.